# 10739 Лоумен
10739 Лоумен (10739 Lowman) — астероїд головного поясу, відкритий 12 травня 1988 року.
Тіссеранів параметр щодо Юпітера — 2,996.